# Alice Castello
Alice Castello là một đô thị ở tỉnh Vercelli trong vùng Piedmont thuộc Ý, có cự ly khoảng 45 km về phía đông bắc của Torino và khoảng 25 km về phía tây của Vercelli. Tại thời điểm ngày 31 tháng 12 năm 2004, đô thị này có dân số 2.602 người và diện tích là 24,8 km².
Alice Castello giáp các đô thị: Borgo d'Ale, Cavaglià, Roppolo, Santhià, Tronzano Vercellese, và Viverone.